# بردگوری تلخه دان ۲–۳-۴
بردگوری تلخه دان ۲–۳-۴ در شهرستان کوهرنگ، روستای تلخه دان واقع شده و این اثر در تاریخ ۱۹ مرداد ۱۳۸۴ با شمارهٔ ثبت ۱۲۸۶۳ به‌عنوان یکی از آثار ملی ایران به ثبت رسیده است.